# Джафарова, Басти Али кызы
Джафарова Басти Али кызы (род. 13 июня 1959, Баку) — Заслуженный артист Азербайджанской ССР (1989) Народный артист Азербайджана (1998), профессор Азербайджанского государственного университета культуры и искусств (2013).

## Жизнь и деятельность
Басти Али кызы Джафарова родилась 13 июня 1959 года в Баку. В 1976 году она окончила среднюю школу № 82 города Баку и в том же году поступила на факультет драмы и киноактера Азербайджанского государственного художественного института имени М. Алиева. В студенческие годы её позвали в Академический национальный драматический театр по приглашению Тофига Кязимова, который подготовил психологическую драму «Летящие ветки птицы» Акрама Айлисли и исполнила в спектакле роль Селтаната.
Басти Джафарова, которая гордится нашими отечественными режиссерами и занимает достойное место в рядах классиков нашей эстрады, училась на курсе великого артиста Адиля Искендерова, получила высшее образование в 1980 году. По предварительной записи её направили в Академический национальный драматический театр и актрису взяли в актерскую труппу.
Басти Джафарова работала в Академическом национальном драматическом театре в спектакле «Мян Дядя Горгуд…» (Мать Огуза Хатуну и Дели Домрула), подготовленном режиссером Вагифом Ибрагимоглу в учебном театре, по пьесе Антуана де Сент-Экзюпери «Не забудь утешить» («Маленький принц», «Роза», «Озеро», «Цветок» и «Фанарчи»), она также сыграла привлекательные роли в спектаклях «Салам» («Женщина»), поставленных на основе «Гейдарбабы» Мухаммедгусейна Шахрияра в Йугском государственном театре. Роли, сыгранные ею в академическом театре, шире раскрылись в сценическом воплощении: Селтанат («Птица, летящая по ветвям», А. Айлисли), Назлы («Алигулу выходит замуж»), Бановша («Помолвленная девушка» С. Рахман), Женщина («Я пришел сказать тебе…», Анар), Асмар («Гуна», Р. Ализаде), Бадида и Нигяр («Кровавая Нигяр», С. Шендиль), Гульрух («Шейх Хиябани»), Азаде Ханум («Безумная и умная»), Агабеим-ага («Правительница и Его дочь»), Лала («Бюллур сарайда»), Сурейя («Одинокое дерево»), Хуршидбану Натаван («Хуршидбану Натаван», И. Эфендиев), Солмаз («Невеста огня», Дж. Джаббарлы), Мартрио (« Волчица», Ф. Г. Лорка), Гонериля («Король Лир», У.Шекспир), Галия и Адлай («Ночь памяти Сократа», Ч.Айтматов и М.Шаханов), Адиль («Призрак на почте» , Эльчин), Федра («Федра», Дж. Рассен), Афат («Афат», Г. Джавид), Женщина («Человеческий голос», Ж. Кокто), Ханума («Ханума», А. Сагарелли), Живка («Дама министра», Б. Нушич), Катиба Вера («Катиба Вера», М. С. Ордубади) и др.
Актриса принял участие в исполнении произведений выпущенными на Азербайджанском государственном телевидении таких ролей как: Пери («Бледные цветы», Джафар Джаббарлы), Гюлай («Муж и жена» Мар Байгиев), Алина («Астана», Анатолий Дударев), Рена («Матери» Азиза Джафарзаде), Агабейим ага («Агабеим ага») и «Выпученные статуи» Гусейнбалы Миреламова.

## Достижения и награды
Басти Али кызы Джафарова была удостоена звания Заслуженной артистки Азербайджанской ССР в 1989 году, Народной артистки Азербайджанской Республики в 1998 году. В 2013 году ей было присвоено ученое звание профессора Азербайджанского государственного университета культуры и искусств, где она занималась педагогической деятельностью. 30 апреля 2014 г. она был награждена Президентской премией, а 6 мая 2016 г. ей была присуждена Индивидуальная Президентская стипендия. 28 октября 2019 года ей была вручена премия Джафара Джаббарлы. 29 октября 2019 года она была награждена «Почётным дипломом Президента Азербайджанской Республики».

## Фильмография
1. Дороги жизни (фильм, 1982)
2. Астана (фильм, 1986)
3. Голос из-за границы (фильм, 1987)
4. Бледные цветы (фильм, 1987)
5. Матери (фильм, 1988)
6. Мерзавец (фильм, 1988)
7. Волчонок (фильм, 1997)
8. Восходящее солнце (фильм, 2002)
9. Застреленные статуи (фильм, 2002)
10. Наша странная судьба (фильм, 2005)
11. Доброе утро мой ангел! (фильм, 2008)
12. Араф (фильм, 2016)